# (9142) Rhésos
(9142) Rhésos, désignation internationale (9142) Rhesus, est un astéroïde troyen jovien.

## Description
(9142) Rhésos est un astéroïde troyen jovien, camp troyen, c'est-à-dire situé au point de Lagrange L5 du système Soleil-Jupiter. Il présente une orbite caractérisée par un demi-grand axe de 5,176 UA, une excentricité de 0,129 et une inclinaison de 12,8° par rapport à l'écliptique.
Il est nommé en référence au personnage de la mythologie grecque Rhésos, acteur du conflit légendaire de la guerre de Troie.

## Compléments